# Kriegsgräberstätte (Schönau am Königssee)
Die Kriegsgräberstätte (Schönau am Königssee) ist eine Kriegsgräberstätte in direkter Nachbarschaft zum Bergfriedhof im Ortsteil Oberschönau der Gemeinde Schönau am Königssee.
Eingerichtet wurde die Kriegsgräberstätte in den Jahren 1952 bis 1956 durch den Volksbund Deutsche Kriegsgräberfürsorge e.V. in Zusammenarbeit mit dem Freistaat Bayern und der Marktgemeinde Berchtesgaden, die offizielle Einweihung der Kriegsgräberstätte erfolgte am 6. Mai 1956. (Von Hellmut Schöner wurde die Kriegsgräberstätte als „Heldenfriedhof“ bezeichnet, die laut ihm bereits 1953 errichtet wurde.) Träger der Kriegsgräberstätte ist der Friedhofsverband Berchtesgaden, dem der Markt Berchtesgaden sowie die Gemeinden Bischofswiesen und Schönau am Königssee angehören.
Die Kriegsgräberstätte in Schönau am Königssee ist die einzige Kriegsgräberstätte im Berchtesgadener Land. Hier sind 27 Soldaten des Ersten Weltkrieges sowie 910 Opfer des Zweiten Weltkrieges bestattet, darunter u. a. der Luftwaffen-General Gustav Kastner-Kirdorf, aber auch 55 zivile Kriegsopfer, davon 7 Kinder und 24 Frauen.
Ausgestattet ist die Kriegsgräberstätte mit einer eigenen Kapelle, deren Wand um den Eingang im Außenbereich sowie die Innenwand um eine Jesusdarstellung gruppiert mit Namenslisten der auf dem Friedhof beigesetzten Personen versehen wurde.
Schülerinnen und Schüler des Gymnasiums Berchtesgaden forschten im Rahmen eines Schulprojekts 2018/19 zu den bestatteten Kriegsopfern. Als Ergebnis der Schularbeit konnten, mit Unterstützung des Friedhofsverbands Berchtesgaden und des Landesverband Bayern, des Volksbund Deutsche Kriegsgräberfürsorge e.V., am Eingang der Kriegsgräberstätte Geschichts- und Erinnerungstafeln errichtet werden; die am 27. März 2019 der Öffentlichkeit übergeben werden konnten.

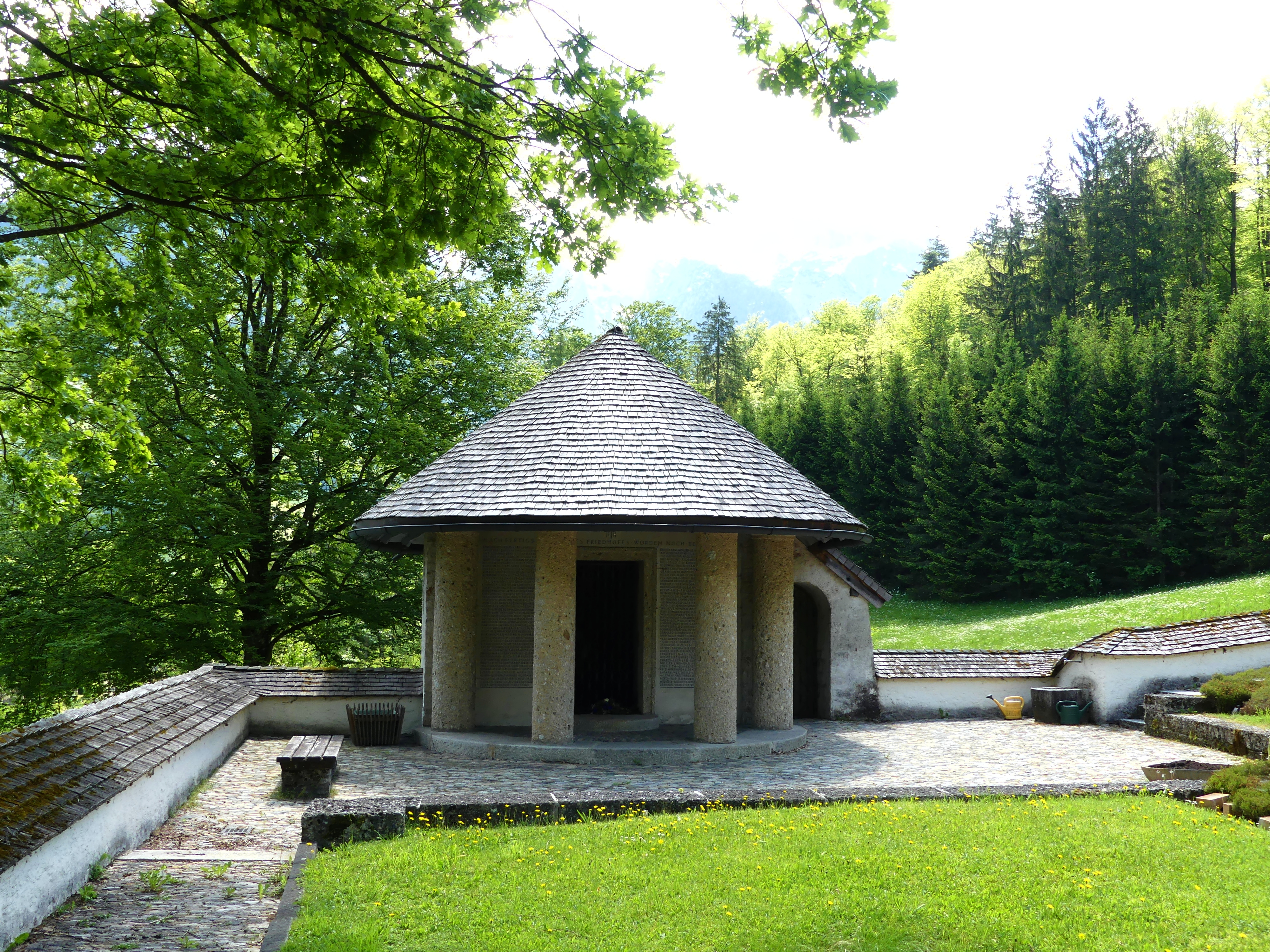
Kapelle der Kriegsgräberstätte
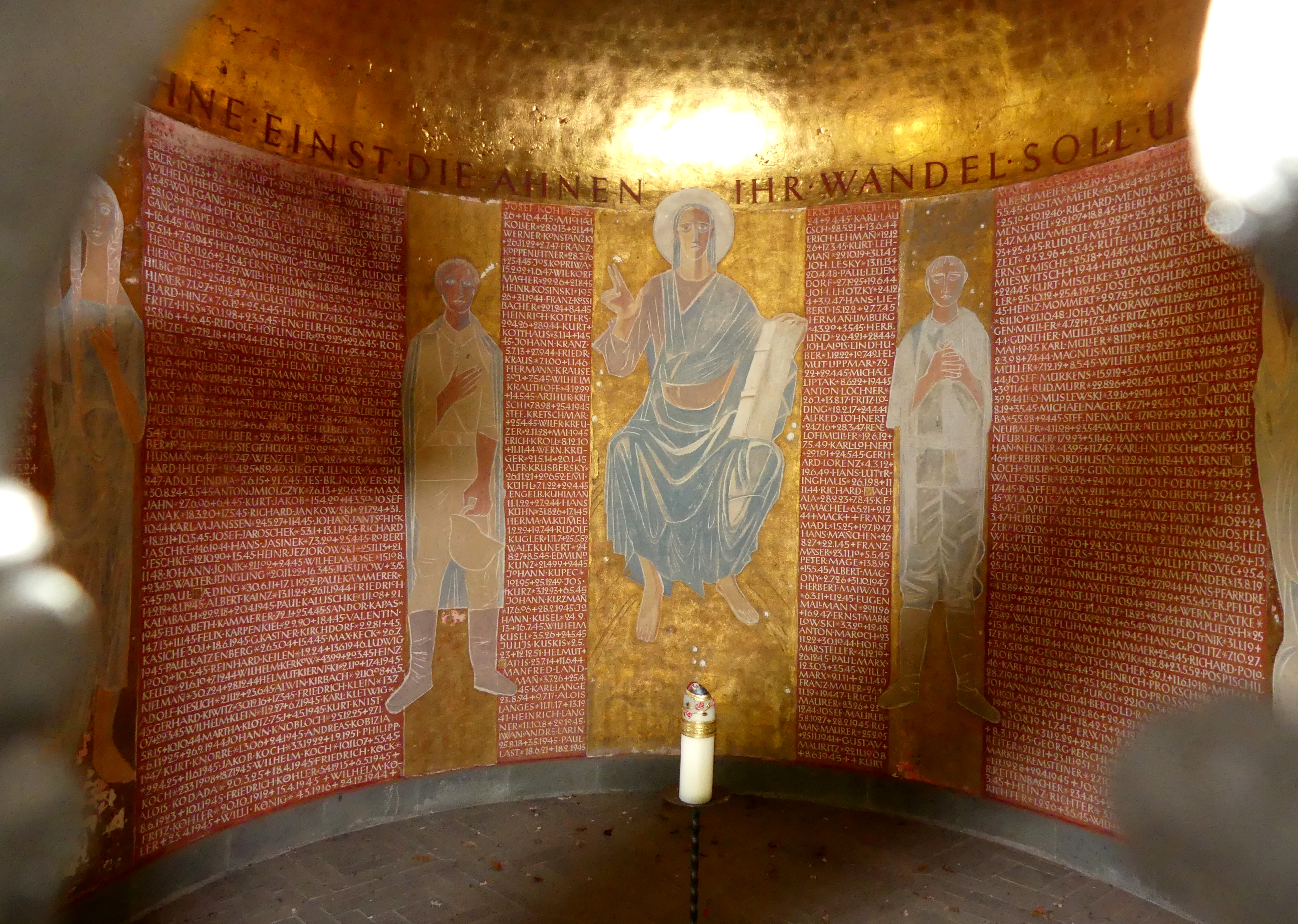
Kapelle der Kriegsgräberstätte von innen
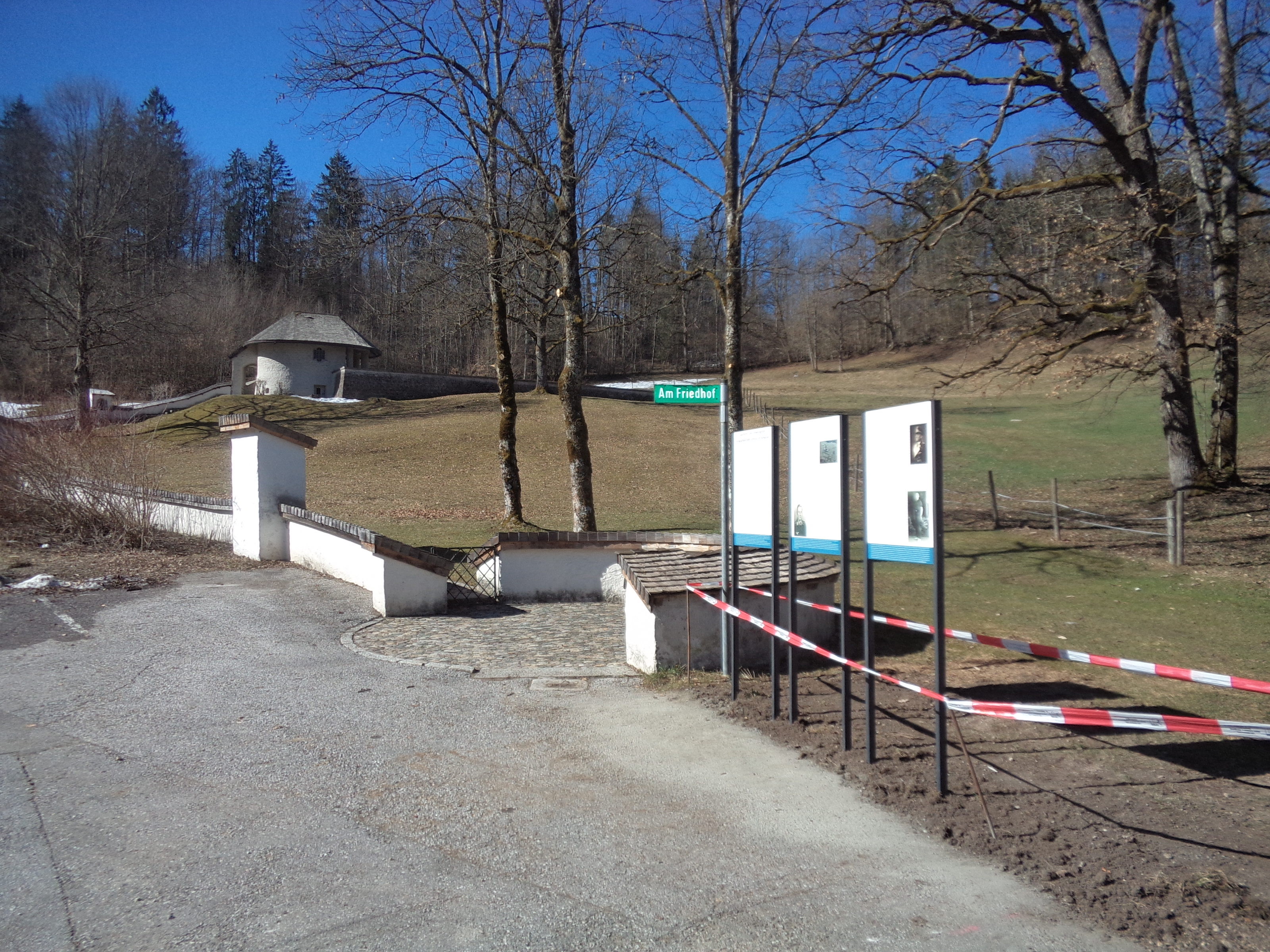
Geschichts- und Erinnerungstafeln

## Organisation
Der Bergfriedhof wird vom Friedhofsverband Berchtesgaden als Zweckverband der Gemeinden Markt Berchtesgaden, Bischofswiesen und Schönau am Königssee auf dem Gebiet des Bestattungswesens mit Sitz in Berchtesgaden unterhalten. Neben dem Bergfriedhof mit ca. 4500 Grabstätten sowie der daran angeschlossenen Kriegsgräberstätte mit ca. 1000 Grabstätten in Oberschönau einschließlich der dazugehörigen Gebäude, wie z. B. der Aussegnungshalle, unterhält der Zweckverband auch noch den Alten Friedhof in Berchtesgaden mit ca. 1500 Grabstätten.
Auf beiden Friedhöfen zusammen finden jährlich etwa 260 Bestattungen statt.